# Cryptophagus acuminatus
Cryptophagus acuminatus is een keversoort uit de familie harige schimmelkevers (Cryptophagidae). De wetenschappelijke naam van de soort werd in 1955 gepubliceerd door Coombs & Woodroffe.